# Relance Barre
La relance Barre est le nom donné aux mesures de relance mises en place par le Premier ministre Raymond Barre à la fin de l'année 1980 et au début de 1981 afin de soutenir l'activité économique française à la suite du premier choc pétrolier et de la décélération de la croissance française.

## Contexte
Le président Valéry Giscard d'Estaing a été élu sur la promesse de moderniser la France. Cependant, le premier choc pétrolier et le ralentissement des gains de productivité français, notamment, font chuter la croissance française. Le plan de relance Chirac, mis en place par Jacques Chirac en 1975, produit des effets positifs sur la conjoncture, mais creuse la balance commerciale française et contribue à l'inflation, qui atteint 11% en 1976.
Après la démission de Chirac, Giscard d'Estaing nomme Raymond Barre à l'Hôtel Matignon. Il met en place une politique d'austérité, qui permet d'enrayer l'inflation. Le chômage continue cependant d'augmenter (il dépasse la barre symbolique du million en 1977), et l'échéance de l'élection présidentielle de 1981 se rapproche. Ne pouvant mettre en place un plan de relance à proprement parler, Raymond Barre décide de plusieurs mesures discrètes entre 1979 et 1981.

## Contenu
La relance de Raymond Barre pèse 20 milliards de francs, soit 45% de la relance Chirac.
En février 1981, la cotisation sociale d'assurance-maladie des salariés, instaurée en août 1979, est réduite d'un point. Une loi de finance rectificative est votée en décembre 1980 afin de verser 4,1 milliards de francs aux agriculteurs au titre du maintien de leur revenu de 1980.
Des aides sociales telles que le minimum vieillesse, les aides aux handicapés et aux personnes âgées, sont relevées. La loi de finances initiale pour 1981 renforce la déduction fiscale aux entreprises en faveur de l'investissement. La vignette auto et la TIPP est maintenue inchangée, alors qu'elles avaient augmenté les années précédentes.

## Conséquences
Les mesures contribuent à accroître le pouvoir d'achat des salaires (nets de cotisations sociales) de 1,7% au premier semestre 1981, contre 0,1% l'année précédente ; les prestations sociales ont augmenté de 3,4%.
Les mesures du gouvernement Barre ne convainquent certes pas les Français de voter en majorité pour Valéry Giscard d'Estaing, mais les mesures, alliées à la relance Mauroy, plus lourde, permettent de stabiliser l'économie française entre 1981 et 1982.